# Меловое (Озинский район)
Мелово́е — село в Озинском районе Саратовской области, в составе сельского поселения Урожайное муниципальное образование. 
Село расположено на реке Меловая, примерно в 41 км по прямой северо-восточнее районного центра посёлка Озинки (66 км по автодорогам).
Население — 21 (2010) человек.

## История
Хутор Меловской упоминается в Списке населённых мест Самарской губернии по сведениям за 1889 год. Хутор относился к Натальинской волости Новоузенского уезда Самарской губернии. Согласно переписи 1897 года в Малаховке проживало 886 жителей, из них православных — 797.
Согласно Списку населённых мест Самарской губернии 1910 года на хуторе Меловом проживало 483 мужчины и 463 женщины, русские и малороссы, православные и сектанты, в селе имелись школа грамоты, 4 ветряные мельницы.
В 1919 году в составе Новоузенского уезда включён в состав Саратовской губернии.

## Население
Динамика численности населения по годам:
| Годы      | 1889 | 1910 | 2002 |
| --------- | ---- | ---- | ---- |
| Население | 383  | 946  | 100  |

| 2002 | 2010 |
| ---- | ---- |
| 100  | ↘21  |